# Extraktivrektifikation
Die Extraktivrektifikation ist ein Verfahren in der thermischen Verfahrenstechnik zur Trennung von azeotropen oder engsiedenden Gemischen. Diese Gemische mit geringer relativer Flüchtigkeit der beteiligten Komponenten lassen sich durch normale Rektifikation entweder gar nicht trennen (Azeotrope) oder nur mit unverhältnismäßigem Aufwand.

## Verfahren
Die Extraktivrektifikation bedient sich eines Zusatzstoffs, des sogenannten Schleppmittels, der selektiv die Flüchtigkeit einer der Komponenten erhöht bzw. die Aktivitätskoeffizienten der zu trennenden Stoffe deutlich in verschiedene Richtungen verändert und damit den Trennfaktor
{\displaystyle \alpha _{12}={\frac {\gamma _{1}\cdot P_{1}^{s}}{\gamma _{2}\cdot P_{2}^{S}}}}
γ: Aktivitätskoeffizient 

Ps: Dampfdruck des Reinstoffs
verändert und möglichst weit von 1 (= Azeotrop) entfernt. Das Schleppmittel sollte außerdem kein neues Azeotrop einführen, also mit keinem der zu trennenden Stoffe ein Azeotrop bilden, und es sollte einen höheren Siedepunkt bzw. einen deutlich niedrigeren Dampfdruck aufweisen als die zu trennenden Stoffe. Damit kann der Zusatzstoff über den Sumpf der Kolonne zusammen mit einem der zu trennenden Stoffe abgezogen werden und in einer zweiten Kolonne von diesem abgetrennt (regeneriert) werden. Das Schleppmittel wird dann wieder in die Extraktionskolonne eingespeist.

## Beispiel
Ein typisches Beispiel für eine Extraktivrektifikation ist die Trennung des azeotropen Gemischs aus Benzol und Cyclohexan. Durch Zugabe signifikanter Mengen eines Zusatzstoffes (im Beispiel bis zu 40 Molprozent N-Methyl-2-pyrrolidon) wird das Azeotrop aufgehoben (Flüssigkeitszusammensetzung x = Dampfzusammensetzung y) und eine Trennung ermöglicht.

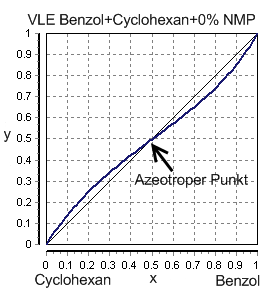
Benzol/Cyclohexan ohne Zusatzstoff
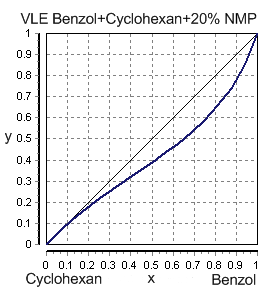
Benzol/Cyclohexan + 20 Molprozent NMP
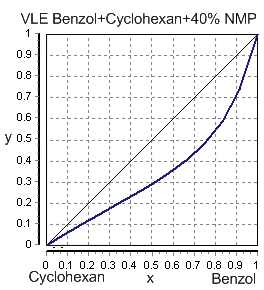
Benzol/Cyclohexan + 40 Molprozent NMP

## Aufbau einer technischen Anlage
Üblicherweise wird das Schleppmittel, das ja üblicherweise ein Schwersieder ist, nahe am Kopf der Kolonne eingespeist und das zu trennende Gemisch in einem niedrigeren Boden, um eine möglichst gute Durchmischung zu erreichen. 
Weitere Grundvoraussetzung für die Wahl eines geeigneten Schleppmittels für die Extraktivrektifikation ist die vollständige Mischbarkeit mit allen Komponenten des zu trennenden Gemischs. Auch sollte der Stoff preiswert, verfügbar und ungiftig sein und eine geringe Viskosität aufweisen.

## Schleppmittelauswahl
Die Auswahl eines geeigneten Stoffes kann mit Hilfe von Faktendatenbanken für Dampf-Flüssig-Gleichgewichte und Aktivitätskoeffizienten (insbesondere Aktivitätskoeffizienten bei unendlicher Verdünnung, γ∞) erfolgen. Auch ionische Flüssigkeiten können als Schleppmittel zum Einsatz kommen. Für die Auswahl der Schleppmittel werden – maßgeschneidert auf das Trennproblem – Modelle für die Abschätzung von Aktivitätskoeffizienten, wie etwa UNIFAC, benutzt.